# Jonathan Breck
Jonathan Breck (* 17. Februar 1965 in Houston, Texas) ist ein US-amerikanischer Schauspieler. 

## Leben
Seit Ende der 1990er-Jahre steht Jonathan Breck für verschiedene Film- und Fernsehproduktionen vor der Kamera. Seine bekannteste Rolle ist die des dämonischen Antagonisten Creepers in Victor Salvas Horrorfilm Jeepers Creepers aus dem Jahr 2001. Er wiederholte diese Rolle auch in den Fortsetzungen Jeepers Creepers 2 (2003) und Jeepers Creepers 3 (2017). Neben dieser Filmreihe wirkte Breck an weiteren Kinofilmen mit, darunter Good Advice – Guter Rat ist teuer, Spider Attack – Achtbeinige Monster, Will to Power – Der perfekte Mord und Everybody Wants Some!!. Er trat auch als Gastdarsteller in Fernsehserien wie JAG – Im Auftrag der Ehre, Star Trek: Raumschiff Voyager, V.I.P. – Die Bodyguards auf. Überwiegend ist Breck dabei in Nebenrollen zu sehen.

## Filmografie (Auswahl)
- 1998: Alien Nightmare (Fernsehfilm)
- 2000: Spider Attack – Achtbeinige Monster (Spiders)
- 2001: Good Advice – Guter Rat ist teuer (Good Advice)
- 2001: Jeepers Creepers – Es ist angerichtet (Jeepers Creepers)
- 2003: Jeepers Creepers 2
- 2007: Dreamland
- 2008: W. – Ein missverstandenes Leben (W.)
- 2008: Will to Power – Der perfekte Mord (Will to Power)
- 2008: Evilution
- 2009: Das Geheimnis des Regenbogensteins (Shorts)
- 2011: Spy Kids – Alle Zeit der Welt (Spy Kids: All the Time in the World)
- 2011: Maskerade
- 2013: Parkland
- 2016: Everybody Wants Some!!
- 2017: Jeepers Creepers 3
- 2017: The Dot Man